# 維季亞濟夫卡
48°0′40″N 31°52′50″E / 48.01111°N 31.88056°E
維蒂亞濟夫卡（烏克蘭語：Витязівка），是烏克蘭中部的村莊，隸屬基洛夫格勒州的克羅皮夫尼茨基區。該村處於梅爾特沃維德河畔，始建於1781年，面積2.397平方公里，海拔高度152米，2001年人口1,041，人口密度每平方公里434.29人。